# برج سردق
برج سردق مربوط به دوره پهلوی اول است و در شهرستان بجستان، مرکز دهستان سردق (روستای سردق) در منزل عباس حشمتی واقع شده و این اثر در تاریخ ۱۶ اسفند ۱۳۸۴ با شمارهٔ ثبت ۱۴۳۳۳ به‌عنوان یکی از آثار ملی ایران به ثبت رسیده‌است. این برج در ۷۰ کیلومتری بخش بجستان از توابع گناباد قرار گرفته‌است و برج دارای دو طبقه بوده و باقی مانده یک قلعه قدیمی می‌باشد. مصالح بکار رفته در آن خشت و کاهگل است، در این برج منفذهایی نیز برای دیده‌بانی وجود دارد. منازل قدیمی بعدها در اطراف برج ساخته شده‌است. ورودی بنا به لحاظ معماری حائز اهمیت است.